# I liga polska w futsalu (2013/2014)
I liga 2013/2014 – 13. edycja rozgrywek drugiego poziomu ligowego futsalu mężczyzn w Polsce po reorganizacji lig w 2008 roku. Wskutek reformy rozgrywek w I lidze wystąpi 19 zespołów (z powodu wycofań z rozgrywek kilku zespołów), które są podzielone na dwie grupy - Północną i Południową. Sezon ligowy rozpoczął się 21 września 2013 roku, a zakończył 19 kwietnia 2014.
| Rozgrywki  | Poziomy ligowe | Liga        | Sezon                     |
| ---------- | -------------- | ----------- | ------------------------- |
| Centralne  | I poziom       | Ekstraklasa | Sezon 2013/2014 (1 grupa) |
| Centralne  | II poziom      | I Liga      | Sezon 2013/2014 (2 grupy) |
| Regionalne | III poziom     | II Liga     | Sezon 2013/2014 (? grupy) |

## Grupa Północna

### Tabela
| Lp. | Drużyna                    | M  | Z  | R | P | Bramki | Bramki | +/- | Pkt. | Uwagi |
| --- | -------------------------- | -- | -- | - | - | ------ | ------ | --- | ---- | ----- |
| 1   | Red Dragons Pniewy         | 14 | 10 | 2 | 2 | 49     | 29     | +20 | 32   | Awans |
| 2   | FC Toruń (b)               | 14 | 7  | 2 | 5 | 48     | 35     | +13 | 23   |       |
| 3   | Vamos Gdańsk (b)           | 14 | 7  | 1 | 6 | 55     | 59     | -4  | 22   |       |
| 3   | AZS Uniwersytet Warszawski | 14 | 6  | 3 | 5 | 38     | 35     | +3  | 21   |       |
| 5   | KS Gniezno                 | 14 | 5  | 4 | 5 | 38     | 36     | +2  | 19   |       |
| 6   | Constract Lubawa (b)       | 14 | 4  | 3 | 7 | 29     | 50     | -21 | 15   |       |
| 7   | Elhurt-Helios Białystok    | 14 | 2  | 8 | 4 | 33     | 36     | -3  | 14   |       |
| 8   | Unisław Team Unisław (b)   | 14 | 2  | 3 | 9 | 36     | 46     | -10 | 9    |       |

Źródło

### Najlepsi strzelcy
| Bramki | Strzelcy         | Drużyna            |
| ------ | ---------------- | ------------------ |
| 17     | Piotr Wardowski  | Vamos Gdańsk       |
| 15     | Adrian Skrzypek  | Red Dragons Pniewy |
| 13     | Sylwester Kieper | FC Toruń           |

Pełna klasyfikacja strzelców na futsal-polska.pl

## Grupa Południowa

### Tabela
| Lp. | Drużyna                     | M  | Z  | R | P  | Bramki | Bramki | +/- | Pkt. | Uwagi  |
| --- | --------------------------- | -- | -- | - | -- | ------ | ------ | --- | ---- | ------ |
| 1   | Gwiazda Ruda Śląska (s)     | 20 | 15 | 3 | 2  | 131    | 60     | +71 | 48   | Awans  |
| 2   | BSF Bochnia (b)             | 20 | 14 | 3 | 3  | 112    | 58     | +54 | 45   |        |
| 3   | NBit Gliwice (b)            | 20 | 13 | 1 | 6  | 122    | 79     | +43 | 40   |        |
| 4   | Marex Chorzów               | 20 | 12 | 0 | 8  | 93     | 66     | +27 | 36   |        |
| 5   | Solne Miasto Wieliczka (b)  | 20 | 12 | 0 | 8  | 86     | 69     | +17 | 36   |        |
| 6   | Kamionka Mikołów (b)        | 20 | 10 | 3 | 7  | 68     | 67     | +1  | 33   |        |
| 7   | AZS UMCS Lublin             | 20 | 9  | 1 | 10 | 72     | 86     | -14 | 28   |        |
| 8   | UKS Ekom Futsal Nowiny (b)  | 20 | 7  | 2 | 11 | 76     | 80     | -4  | 23   |        |
| 9   | Heiro Rzeszów (b)           | 20 | 5  | 1 | 14 | 59     | 117    | -58 | 16   |        |
| 10  | Wisła Krakbet II Kraków (b) | 20 | 2  | 3 | 15 | 58     | 140    | -82 | 9    | Spadek |
| 11  | UKS Jedynka Niemodlin (b)   | 20 | 2  | 1 | 17 | 47     | 102    | -55 | 7    | Spadek |

- Wisła Krakbet II Kraków w roli gospodarza mecze rozgrywa w Chrzanowie.
- Akademia FC Jastrzębie Zdrój i Strzelec Gorzyczki wycofały się przed rozpoczęciem rozgrywek.

Źródło

### Najlepsi strzelcy
| Bramki | Strzelcy           | Drużyna                |
| ------ | ------------------ | ---------------------- |
| 26     | Kamil Jeleń        | Solne Miasto Wieliczka |
| 24     | Kamil Musiał       | NBit Gliwice           |
| 24     | Dawid Pasierbek    | Kamionka Mikołów       |
| 24     | Dawid Litewka      | BSF Bochnia            |
| 24     | Mateusz Krzymiński | Gwiazda Ruda Śląska    |

Pełna klasyfikacja strzelców na futsal-polska.pl

## Źródła
- Portal Łączy nas piłka PZPN
- Portal 90.minut.pl